# Piłka ręczna na Igrzyskach Panamerykańskich 1987
Turnieje piłki ręcznej na X Igrzyskach Panamerykańskich odbyły się w dniach 9–16 sierpnia 1987 roku w Indianapolis.
Była to inauguracyjna edycja zawodów w piłce ręcznej w historii tej imprezy. Służyły jednocześnie jako kwalifikacje do IO 1988.
Zwyciężając w zawodach do olimpijskiego turnieju awansowały męska i żeńska reprezentacja Stanów Zjednoczonych.

## Podsumowanie

### Klasyfikacja medalowa
| Klasyfikacja medalowa | Klasyfikacja medalowa | Klasyfikacja medalowa | Klasyfikacja medalowa | Klasyfikacja medalowa | Klasyfikacja medalowa |
| Miejsce               | Reprezentacja         | Złoto                 | Srebro                | Brąz                  | Razem                 |
| --------------------- | --------------------- | --------------------- | --------------------- | --------------------- | --------------------- |
| 1                     | Stany Zjednoczone     | 2                     | 0                     | 0                     | 2                     |
| 2                     | Kuba                  | 0                     | 1                     | 0                     | 1                     |
| 2                     | Kanada                | 0                     | 1                     | 0                     | 1                     |
| 4                     | Brazylia              | 0                     | 0                     | 2                     | 2                     |
| Razem                 | Razem                 | 2                     | 2                     | 2                     | 6                     |

### Medaliści
| Konkurencja | 1. miejsce        | 2. miejsce | 3. miejsce |
| ----------- | ----------------- | ---------- | ---------- |
| Mężczyźni   | Stany Zjednoczone | Kuba       | Brazylia   |
| Kobiety     | Stany Zjednoczone | Kanada     | Brazylia   |

## Mężczyźni

### Faza grupowa
| 9 sierpnia 1987 | Stany Zjednoczone | 31:23 | Kanada | Indianapolis |
| 9 sierpnia 1987 |                   | 31:23 |        | Indianapolis |

| 10 sierpnia 1987 | Kuba | 32:11 | Argentyna | Indianapolis |
| 10 sierpnia 1987 |      | 32:11 |           | Indianapolis |

| 11 sierpnia 1987 | Brazylia | 26:22 | Kanada | Indianapolis |
| 11 sierpnia 1987 |          | 26:22 |        | Indianapolis |

| 11 sierpnia 1987 | Stany Zjednoczone | 21:12 | Argentyna | Indianapolis |
| 11 sierpnia 1987 |                   | 21:12 |           | Indianapolis |

| 12 sierpnia 1987 | Kuba | 26:18 | Kanada | Indianapolis |
| 12 sierpnia 1987 |      | 26:18 |        | Indianapolis |

| 13 sierpnia 1987 | Stany Zjednoczone | 27:21 | Brazylia | Indianapolis |
| 13 sierpnia 1987 |                   | 27:21 |          | Indianapolis |

| 14 sierpnia 1987 | Kanada | 21:16 | Argentyna | Indianapolis |
| 14 sierpnia 1987 |        | 21:16 |           | Indianapolis |

| 14 sierpnia 1987 | Kuba | 23:17 | Brazylia | Indianapolis |
| 14 sierpnia 1987 |      | 23:17 |          | Indianapolis |

| 15 sierpnia 1987 | Brazylia | 26:17 | Argentyna | Indianapolis |
| 15 sierpnia 1987 |          | 26:17 |           | Indianapolis |

| 15 sierpnia 1987 | Stany Zjednoczone | 25:19 | Kuba | Indianapolis |
| 15 sierpnia 1987 |                   | 25:19 |      | Indianapolis |

### Faza pucharowa
Mecz o 3. miejsce
| 16 sierpnia 198709:30 | Brazylia | 32:25 | Kanada | Indianapolis |
| 16 sierpnia 198709:30 |          | 32:25 |        | Indianapolis |

Mecz o 1. miejsce
| 16 sierpnia 198719:30 | Stany Zjednoczone | 34:32 | Kuba | Indianapolis |
| 16 sierpnia 198719:30 |                   | 34:32 |      | Indianapolis |

### Klasyfikacja końcowa
| Miejsce | Reprezentacja     | Uwagi          |
| ------- | ----------------- | -------------- |
| złoto   | Stany Zjednoczone | awans: IO 1988 |
| srebro  | Kuba              | -              |
| brąz    | Brazylia          | -              |
| 4       | Kanada            | -              |
| 5       | Argentyna         | -              |

## Kobiety

### Faza grupowa
| 9 sierpnia 1987 | Kanada | 22:11 | Kuba | Indianapolis |
| 9 sierpnia 1987 |        | 22:11 |      | Indianapolis |

| 10 sierpnia 1987 | Stany Zjednoczone | 27:4 | Argentyna | Indianapolis |
| 10 sierpnia 1987 |                   | 27:4 |           | Indianapolis |

| 11 sierpnia 1987 | Brazylia | 26:20 | Kuba | Indianapolis |
| 11 sierpnia 1987 |          | 26:20 |      | Indianapolis |

| 11 sierpnia 1987 | Kanada | 29:7 | Argentyna | Indianapolis |
| 11 sierpnia 1987 |        | 29:7 |           | Indianapolis |

| 12 sierpnia 1987 | Stany Zjednoczone | 33:11 | Kuba | Indianapolis |
| 12 sierpnia 1987 |                   | 33:11 |      | Indianapolis |

| 13 sierpnia 1987 | Kanada | 22:17 | Brazylia | Indianapolis |
| 13 sierpnia 1987 |        | 22:17 |          | Indianapolis |

| 14 sierpnia 1987 | Kuba | 14:10 | Argentyna | Indianapolis |
| 14 sierpnia 1987 |      | 14:10 |           | Indianapolis |

| 14 sierpnia 1987 | Stany Zjednoczone | 28:16 | Brazylia | Indianapolis |
| 14 sierpnia 1987 |                   | 28:16 |          | Indianapolis |

| 15 sierpnia 1987 | Brazylia | 23:7 | Argentyna | Indianapolis |
| 15 sierpnia 1987 |          | 23:7 |           | Indianapolis |

| 15 sierpnia 1987 | Stany Zjednoczone | 24:17 | Kanada | Indianapolis |
| 15 sierpnia 1987 |                   | 24:17 |        | Indianapolis |

### Faza pucharowa
Mecz o 3. miejsce
| 16 sierpnia 1987 | Brazylia | 30:18 | Kuba | Indianapolis |
| 16 sierpnia 1987 |          | 30:18 |      | Indianapolis |

Mecz o 1. miejsce
| 16 sierpnia 1987 | Stany Zjednoczone | 22:20 | Kanada | Indianapolis |
| 16 sierpnia 1987 |                   | 22:20 |        | Indianapolis |

### Klasyfikacja końcowa
| Miejsce | Reprezentacja     | Uwagi            |
| ------- | ----------------- | ---------------- |
| złoto   | Stany Zjednoczone | awans: IO 1988   |
| srebro  | Kanada            | awans: MŚ B 1987 |
| brąz    | Brazylia          | awans: MŚ B 1987 |
| 4       | Kuba              | -                |
| 5       | Argentyna         | -                |